# Japan i olympiska sommarspelen 1988
Japan deltog i de olympiska sommarspelen 1988 med en trupp bestående av tre deltagare, och totalt tog landet 14 medaljer.

## Boxning
Lätt flugvikt
- Mamoru Kuroiwa
  - Första omgången — Förlorade mot Ochirin Demberel (Mongoliet), KO-3

## Bågskytte
Damernas individuella
- Toyoka Oki — Inledande omgång (→ 31:a plats)
- Keiko Nakagomi — Inledande omgång (→ 52:e plats)
- Kyoko Kitahara — Inledande omgång (→ 53:e plats)

Herrarnas individuella
- Hiroshi Yamamoto — Kvartsfinal (→ 8:e plats)
- Takayoshi Matsushita — Åttondelsfinal (→ 14:e plats)
- Terushi Furuhashi — Inledande omgång (→ 40:e plats)

Damernas lagtävling
- Oki, Nakagomi och Kitahara — Inledande omgång (→ 15:e plats)

Herrarnas lagtävling
- Yamamoto, Matsushita och Furuhashi — Kvartsfinal (→ 6:e plats)

## Cykling
Damernas linjelopp
- Terumi Ogura — 2:00:52 (→ 30:e plats)
- Natsue Seki — 2:14:32 (→ 50:e plats)

## Friidrott
Herrarnas 100 meter
- Koji Kurihara
- Takahiko Kasahara
- Tomohiro Osawa

Herrarnas 200 meter
- Kenji Yamauchi

Herrarnas 400 meter
- Susumu Takano

Herrarnas 5 000 meter
- Shuichi Yoneshige

Herrarnas 10 000 meter
- Kozu Akutsu
  - Heat — 28:16,43
  - Final — 28:09,70 (→ 14:e plats)

- Shuichi Yoneshige
  - Heat — 28:26,04
  - Final — 29:04,44 (→ 17:e plats)

- Tsukasa Endo
  - Heat — fullföljde inte (→ gick inte vidare)

Herrarnas maraton
- Takeyuki Nakayama
  - Final — 2:11:05 (→ 4:e plats)

- Toshihiko Seko
  - Final — 2:13:41 (→ 9:e plats)

- Hisatoshi Shintaku
  - Final — 2:15:42 (→ 17:e plats)

Herrarnas 4 x 100 meter stafett
- Kaoru Matsubara, Shinji Aoto, Koji Kurihara och Takahiro Kasahara
  - Heat — 39,70
- Shinji Aoto, Kenji Yamauchi, Koji Kurihara och Susumu Takano
  - Semifinal — 38,90 (→ gick inte vidare)

Herrarnas 4 x 400 meter stafett
- Hirofumi Koike, Kenji Yamauchi, Hiromi Kawasumi och Susumu Takano
  - Heat — 3:05,63
  - Semifinal — 3:03,80 (→ gick inte vidare)

Herrarnas längdhopp
- Hiroyuki Shibata
  - Kval — 7,48m (→ did not advance)

- Junichi Usui
  - Kval — NM (→ gick inte vidare)

Herrarnas tresteg
- Norifumi Yamashita

Herrarnas spjutkastning
- Kazuhiro Mizoguchi
  - Kval — 77,46m (→ gick inte vidare)

- Masami Yoshida
  - Kval — 76,90m (→ gick inte vidare)

Herrarnas 20 kilometer gång
- Hirofumi Sakai
  - Final — 1:24:08 (→ 26:e plats)

- Tadahiro Kosaka
  - Final — 1:32:46 (→ 47:e plats)

Herrarnas 50 kilometer gång
- Tadahiro Kosaka
  - Final — 4'03:12 (→ 31:e plats)

Damernas 10 000 meter
- Akemi Matsuno

Damernas maraton
- Eriko Asai
  - Final — 2:34:41 (→ 25:e plats)

- Kumi Araki
  - Final — 2:35:15 (→ 28:e plats)

- Misako Miyahara
  - Final — 2:35:26 (→ 29:e plats)

Damernas höjdhopp
- Megumi Sato

Damernas spjutkastning
- Emi Matsui
  - Kval — 56,26m (→ gick inte vidare)

## Fäktning
Herrarnas florett
- Koji Emura
- Kenichi Umezawa
- Yoshihiko Kanatsu

Herrarnas florett, lag
- Matsuo Azuma, Harunobu Deno, Koji Emura, Yoshihiko Kanatsu, Kenichi Umezawa

Damernas florett
- Tomoko Oka
- Akemi Morikawa
- Mieko Miyahara

Damernas florett, lag
- Nona Kiritani, Keiko Mine, Mieko Miyahara, Akemi Morikawa, Tomoko Oka

## Handboll
Herrar
Gruppspel
|                 | PLD: | W: | D: | L: | F:  | A:  | Pts. |
| Sydkorea        | 5    | 4  | 0  | 1  | 127 | 117 | 8    |
| Ungern          | 5    | 3  | 0  | 2  | 102 | 93  | 6    |
| Tjeckoslovakien | 5    | 3  | 0  | 2  | 109 | 103 | 6    |
| Östtyskland     | 5    | 3  | 0  | 2  | 109 | 100 | 6    |
| Spanien         | 5    | 2  | 0  | 3  | 101 | 106 | 4    |
| Japan           | 5    | 0  | 0  | 5  | 97  | 126 | 0    |

## Modern femkamp
Individuella tävlingen
- Hiroshi Saito (friidrottare) — 4881 poäng (→ 30:e plats)
- Tadafumi Miwa — 4517 poäng (→ 51:a plats)
- Hiroaki Izumikawa — 3722 poäng (→ 63:e plats)

Lagtävlingen
- Saito, Miwa och Izumikawa — 13120 poäng (→ 17:e plats)

## Tennis
Damsingel
- Kumiko Okamoto
  - Första omgången — Förlorade mot Catarina Lindqvist (Sverige) 6-7, 5-7

- Etsuko Inoue
  - Första omgången — Förlorade mot Il-Soon Kim (Sydkorea) 3-6, 6-3, 5-7